# Leofdan
 Denne artikel bør gennemlæses af en person med fagkendskab for at sikre den faglige korrekthed.

Leofdan (også stavet Leofdag, Liafdag, Ljufdag & Leofdog) var en frisisk præst, der blev en af Danmarks første biskopper, da han blev udnævnt til biskop af Ribe Stift i 948.
For at opfylde et løfte til sin bror om at gøre en indsats, for at fremme kristendommens virke og udbredelse i Danmark, kontaktede Gorm den Gamle Hermann Billung af Sachsen, for at få den katolske kirke til at sende et antal duelige missionærer til Danmark. Adaldag af Hamborg-Bremen udpegede derfor i 948, efter Hermann Billungs henvendelse, missionsbrødrene Horedus, Reginbrandus og Leofdagus som biskopper i Danmark, hvor Hored fik tildelt Slesvig som stift, Reginbrand fik tildelt Aarhus som stift, og Leofdag fik Ribe Stift.
På tidspunktet for udnævnelsen, var Kristendommen kun meget lidt udbredt i Danmark, og under sin første prædiken, jagtede og dræbte en ikke-troende biskoppen med spyd. Alligevel blev han af de troende i byen begravet på den Hellige Jomfrus Kirkegård, og over hans grav blev der rejst en bygning. Senere blev han flyttet ind i Ribe Domkirke, i den nordlige del over for koret, og i lang tid strålede et vartegn ved hans grav.
Fortællingen omkring Leofdans skæbne er der ifølge bispekrøniken senere rejst tvivl omkring af Harald Andersen under henvisning til, at den ikke omtales af Adam af Bremen og, at Leofdag ikke blev helgenkåret.